# Comps (Gard)

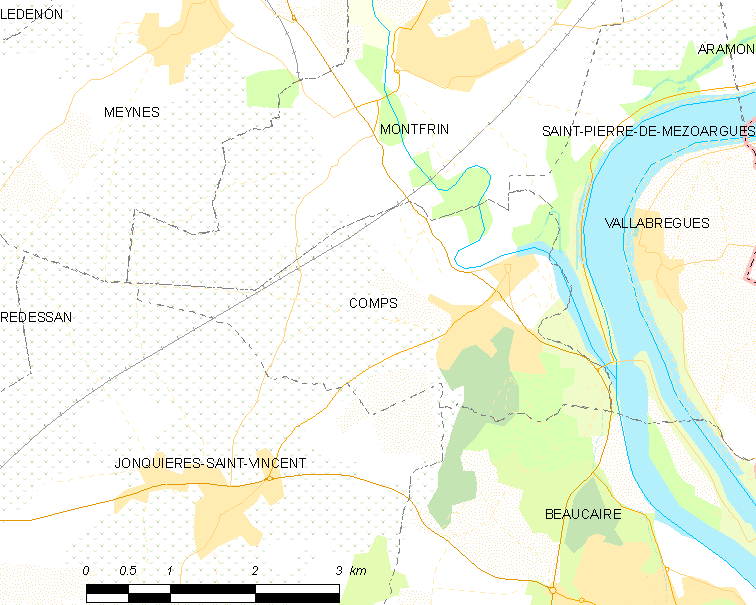
Mapa de la zona

 Comps  es una población y comuna francesa, situada en la región de Languedoc-Rosellón, departamento de Gard, en el distrito de Nimes y cantón de Aramon.

## Demografía
| 572 | 772 | 813 | 1239 | 1435 | 1483 |
| Para los censos de 1962 a 1999 la población legal corresponde a la población sin duplicidades (Fuente: INSEE [Consultar]) |     |     |      |      |      |